# رونار رونارسون
رونار رونارسون (انگلیسی: Rúnar Alex Rúnarsson؛ زادهٔ ۱۸ فوریهٔ ۱۹۹۵) بازیکن فوتبال اهل ایسلند است.وی در باشگاه فوتبال کپنهاگن دانمارک بازی می کند.

## باشگاهی
از باشگاه‌هایی که در آن بازی کرده‌است می‌توان به باشگاه فوتبال نورشلان و باشگاه فوتبال آرسنال اشاره کرد.

## تیم ملی
وی همچنین در تیم‌های ملی فوتبال ایسلند بازی کرده‌است.